# Comtat d'Hüneburg
El comtat d'Hüneburg fou una jurisdicció feudal del Sacre Imperi Romanogermànic sorgida probablement d'una branca dels comtes de Metz, els comtes de Dagsburg. El comtat és esmentat el 1125 en documents que acrediten l'existència del castell i anomenen els primers comtes, Teodoric i Folmar. Folmar, fill de Godofreu II de Bliesgau i germà de Godofreu I de Blieskastel hauria rebut el comtat per herència materna i fou comte vers 1105-1133. El va succeir el seu nebot Dieteric vers 1133 i va morir abans del 1159 deixant tres fills mascles, dels que Godofreu (vers 1159-1175) i Otó (vers 1175-1181) foren comtes d'Hüneburg. El 1225 els comtes de Hüneburg eren protectors de les abadies de Neuwiller i Honau.
El membre més conegut de la família fou Conrad d'Hüneburg, que fou bisbe d'Estrasburg de 1190 a 1202. Al segle XIV va passar als Fleckenstein senyors de Lichtenberg que al segle següent foren també comtes d'Hanau a l'est de Frankfurt. El castell fou abandonat progressivament; els comtes d'Hanau van tenir el títol de comtes d'Hüneburg ja sense cap incidència real en el territori.